# Бондграф
Бондграф — графічне представлення динамічної системи, що виникає при описі тієї чи іншої фізичної (механічної, електричної, гідравлічної, пневматичної, економічної і т. д.) системи, що відбиває процес перерозподілу енергії в даній системі.

## Загальний опис
Бондграф схожий на граф, більш відомий як блок-схема, або на граф проходження сигналів (Signal-flow graph) і спирається на закон збереження енергії. Основна відмінність від блок-схем або графів проходження сигналів полягає в тому, що в бондграфі ребрам ставиться у відповідність потік енергії, який може бути направлений в обидва боки, в той час як в блок-схемах і графах проходження сигналів передбачається односпрямований потік інформації. Ребра в бонд-графах оснащують символами, які задають або потік енергії, або потік інформації.
У порівнянні з іншими засобами візуального представлення типу блок-схем, бондграфи мають багато переваг:
- В них розрізняють потоки енергії і потоки інформації;
- Оскільки бондграфи спираються на закон збереження енергії, виявляється неможливим ввести в розгляд енергію, не присутню в системі;
- Вони виділяють причинні зв'язку між зусиллями (сила, напруження, тиск) і потоками (швидкість, електричний струм, витрата). Такі причинні зв'язку задаються один раз, коли створюється вихідна схема, що дозволяє крім іншого виявити модельовані явища, такі як, наприклад, струми в бобіні, кутова швидкість маховика і т. д.;
- Оскільки кожен зв'язок являє потік в обох напрямках, в системах з протидією, наприклад, з електрорушійною силою, немає потреби в додаванні додаткових петель для опису впливу елемента на себе.

Якщо динаміка модельованої системи здійснюється в різних масштабах часу, швидкі процеси в реальному часі можуть бути розглянуті як миттєві явища за допомогою гібридних бондграфів.
У бондграфі розрізняють:

Граф зв'язку для електричного кола з опором і джерелом напруги (ліворуч) і джерелом струму (праворуч)

- Вузли (вершини), яким відповідають «фізичні явища», описувані рівняннями. Це загальне поняття може означати механічні деталі, електричні складові, гідравлічні пристрої тощо. Вузлу може відповідати і підмножина деталей, іншими словами, вузол сам по собі може бути описаний як вкладений бондграф. Але в той же час, фізичний закон застосовується до системи в цілому (наприклад, правила Кірхгофа для електричних ланцюгів);
- Дуги  (ребра) , яким відповідають потоки енергії. Іншими словами, вони визначають дію одного вузла на інший. Їх називають «зв'язками»  (бондами) , звідки й походить назва графу.

Обміни між вузлами описуються двома параметрами: потоком і зусиллям. Потік являє собою зміну величини за одиницю часу: сила електричного струму {\displaystyle I}, об'ємна витрата рідини {\displaystyle Q_{v}}, швидкість елемента {\displaystyle v} тощо. Зусилля являє собою ту силу, за допомогою якої потік приводиться в рух: електрична напруга {\displaystyle U}, тиск рідини {\displaystyle p}, сила {\displaystyle F} тощо. Добуток від перемноження потоку і зусилля дають потужність, (вимірювану в ватах).
Ребра графу — це напівстрілки («гарпуни»), елементи вістря для яких орієнтовані вниз-вгору або вправо-вліво: ⇁, ↽, ↾ ⇂. Напрямок стрілки вказує на напрямок перетікання потужності, тобто потужність надходить на початок стрілки і йде на до кінця. У разі вимірювального пристрою (термометр, тахометр, динамометр, витратомір, манометр, вольтметр, амперметр, і т. д.) потік енергії незначний, і в якості позначення використовується ціла стрілка: →, ←, ↑ або ↓.

## Аналогія між різними областями
Бондграфи характеризують передачу потужності між елементами системи, тому вони ідеально підходять для моделювання систем, що з'єднують кілька різних областей фізики, таких як, наприклад, електрику і механіка. Перш ніж починати моделювання, необхідно нагадати, як вводиться поняття потужності для кожної з цих областей.
ПотужністьПотужність визначається як добуток потоку на зусиння:
{\displaystyle \mathrm {P} (t)=f(t)\cdot e(t)~}
Момент кількості рухуВизначається як:
{\displaystyle p(t)=p(0)+\int _{0}^{t}e(t)\cdot dt~}
ПереміщенняВизначається як::
{\displaystyle q(t)=q(0)+\int _{0}^{t}f(t)\cdot dt~}

## Міжнародні конференції з моделювання за допомогою бондграфов
- ECMS-2013 27th European Conference on Modelling and Simulation, May 27-30, 2013, Ålesund, Norway  [Архівовано 18 лютого 2020 у Wayback Machine.]
- ECMS-2008 22nd European Conference on Modelling and Simulation, June 3-6, 2008 Nicosia, Cyprus [Архівовано 22 червня 2021 у Wayback Machine.]
- ICBGM-2007: 8th International Conference on Bond Graph Modeling And Simulation, January 15-17, 2007, San Diego, California, U.S.A.
- ECMS-2006 20TH European Conference on Modelling and Simulation, May 28-31, 2006, Bonn, Germany [Архівовано 3 березня 2016 у Wayback Machine.]
- IMAACA-2005 International Mediterranean Modeling Multiconference [Архівовано 6 липня 2007 у Wayback Machine.]
- ICBGM-2005 International Conference on Bond Graph Modeling and Simulation, January 23-27, 2005, New Orleans, Louisiana, U.S.A. [Архівовано 8 вересня 2006 у Wayback Machine.] — Papers
- ICBGM-2003 International Conference on Bond Graph Modeling and Simulation (ICBGM'2003) January 19-23, 2003, Orlando, Florida, USA [Архівовано 10 грудня 2006 у Wayback Machine.] — Papers
- 14TH European Simulation symposium October 23-26, 2002 Dresden, Germany [Архівовано 21 лютого 2020 у Wayback Machine.]
- ESS'2001 13th European Simulation symposium, Marseilles, France October 18-20, 2001 [Архівовано 20 лютого 2020 у Wayback Machine.]
- ICBGM-2001 International Conference on Bond Graph Modeling and Simulation (ICBGM 2001), Phoenix, Arizona U.S.A. [Архівовано 14 травня 2007 у Wayback Machine.]
- European Simulation Multi-conference 23-26 May, 2000, Gent, Belgium [Архівовано 3 березня 2016 у Wayback Machine.]
- 11th European Simulation symposium, October 26-28, 1999 Castle, Friedrich-Alexander University, Erlangen-Nuremberg, Germany  [Архівовано 22 січня 2022 у Wayback Machine.]
- ICBGM-1999 International Conference on Bond Graph Modeling and Simulation January 17-20, 1999 San Francisco, California
- ESS-97 9TH European Simulation Symposium and Exhibition Simulation in Industry, Passau, Germany, October 19-22, 1997 [Архівовано 22 січня 2022 у Wayback Machine.]
- ICBGM-1997 3rd International Conference on Bond Graph Modeling And Simulation, January 12-15, 1997, Sheraton-Crescent Hotel, Phoenix, Arizona [Архівовано 2 серпня 2009 у Wayback Machine.]
- 11th European Simulation Multiconference Istanbul, Turkey, June 1-4, 1997 [Архівовано 3 березня 2016 у Wayback Machine.]
- ESM-1996 10th annual European Simulation Multiconference Budapest, Hungary, June 2-6, 1996 [Архівовано 4 березня 2016 у Wayback Machine.]
- ICBGM-1995 Int. Conf. on Bond Graph Modeling and Simulation (ICBGM'95), January 15–18, 1995,Las Vegas, Nevada.